# Testudo (gênero)
Testudo é um gênero de tartarugas terrestres da família Testudinidae encontrado na Ásia, Europa e África.

## Espécies
- Testudo graeca Linnaeus, 1758
- Testudo hermanni Gmelin, 1789
- Testudo horsfieldii Gray, 1844, também classificada como Agrionemys horsfieldii.
- Testudo kleinmanni Lortet, 1883
- Testudo marginata Schoepff, 1793
- †Testudo atlas (Falconer & Cautley, 1844)
- †Testudo bulcarica Amiranashvili, 2000
- †Testudo kenitrensis Gmira, 1993
- †Testudo marmorum Gaudry, 1862
- †Testudo semenensis Bergounioux, 1956